# Iwakura
Iwakura (jap. 岩倉市 Iwakura-shi) – miasto w prefekturze Aichi na wyspie Honsiu w Japonii, na północ od Nagoi nad rzeką Gojō.
W 1889 roku powstał współczesny układ miejski, w efekcie tego powstała wioska Iwakura (w powiecie Niwa). W 1892 roku Iwakura stała się miasteczkiem. 1 grudnia 1971 roku miasteczko zdobyło status miasta.

## Populacja
Zmiany w populacji terenu miasta w latach 1970–2015:
| Rok  | Populacja |
| ---- | --------- |
| 1970 | 33 843    |
| 1975 | 41 935    |
| 1980 | 42 800    |
| 1985 | 42 508    |
| 1990 | 43 807    |
| 1995 | 46 175    |
| 2000 | 46 906    |
| 2005 | 47 926    |
| 2010 | 47 329    |
| 2015 | 47 562    |